# Сеидмамедова, Зулейха Габиб кызы
Зулейха Мир-Габиб кызы Сеидмамедова или Зулейха Габибовна Сеидмамедова (азерб. Züleyxa Mirhəbib qızı Seyidməmmədova, Зүлејха Һәбибовна Сејидмәммәдова; 22 марта 1919 — 10 ноября 1994) — советский военнослужащий и азербайджанский советский партийный, политический и государственный деятель, участница Великой Отечественной войны.
Лётчик-истребитель, инструктор парашютного спорта; капитан. Стала первой военной лётчицей-азербайджанкой в звании капитана. Принимала участие в Великой Отечественной войне. Была штурманом 586-го истребительного авиационного полка, сформированного Мариной Расковой.
Являлась депутатом Верховного Совета Азербайджанской ССР (II, VI, VII и VIII созывы) и министром социального обеспечения республики (1951—1974). Начиная с 1941 года — член ВКП(б) // КПСС; была председателем Ревизионной комиссии Компартии Азербайджана.

## Биография

### Начало карьеры
Зулейха Сеидмамедова родилась 22 марта 1919 года в Баку. По национальной принадлежности — азербайджанка. В школе она училась вместе со своей матерью. Учась в школе, Зулейха увлекалась авиационным спортом.
После окончания школы поступила в Азербайджанский индустриальный институт. Весной 1934 года вступает в Бакинский аэроклуб и уже в октябре становится пилотом аэроклуба. Так Зулейха стала первой девушкой-азербайджанкой, ставшей лётчиком и инструктором парашютного спорта. В августе 1935 года по результатам Первого Всесоюзного слета парашютистов в Москве ей присвоена квалификация инструктор-парашютист. 21 января 1936 года в Кремле в связи с пятнадцатилетием установления советской власти в Азербайджане состоялся торжественный приём, где комсомолке Зулейхе Сеидмамедовой был вручён орден «Знак Почёта». С 1936 года становится инструктором-лётчиком Бакинского аэроклуба. В 1938 году Зулейха окончила Азербайджанский индустриальный институт и получила специальность инженера-геолога. В августе 1938 года подаёт документы на поступление в Военно-воздушную академию имени профессора Н. Е. Жуковского. Её допускают на экзамен в виде особого исключения. Сдав успешно экзамены, она принята на штурманский факультет. В декабре 1939 года становится депутатом Московского совета. 23 февраля 1940 года ей присвоено звание младшего лейтенанта.
8 марта 1939 года писала в своей заметке в газете «Правда»:
«Дни сейчас проходят в сложной учебе. День начинается в 9 часов утра. До трех часов в стенах академии. Перерыв до вечера, а потом, до часу ночи опять за книгами, чертежами, тетрадями. И как часто в тиши серьезной работы над научной книгой или в час прогулки по широкой алее Петровского парка вдруг задумаешься и мысленно спросишь себя:
— А что, если бы не было Советской власти? Как бы выглядела я? Какой была бы моя жизнь?
И ясно представляешь себе: черная чадра, кухонные горшки, обреченность… Жизнь, которая хуже смерти. Жизнь угнетенной, зависимой, темной рабыни, которой еще живут миллионы женщин Востока за рубежами Советского Союза…».

### Великая Отечественная война

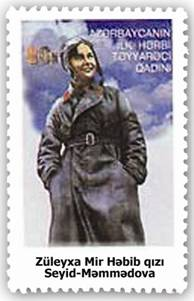
Почтовая марка Азербайджана, посвящённая 80-летию Зулейхи Сеидмамедовой, 1999 год

В мае 1941 года оканчивает академию и получает назначение на должность штурмана эскадрильи учебного авиаполка академии. После начала Великой Отечественной войны, её авиаполк переформирован в боевой и включён в систему ПВО города Москвы. В конце 1941 года назначена штурманом только что созданного 586-го женского истребительного авиаполка. В его составе Зулейха принимала участие в воздушных боях в Сталинградской битве, а также в битве на Курской дуге, в Корсунь-Шевченковской операции. Была награждена орденом Великой Отечественной войны 2-й степени. За всё время войны Зулейха Сеидмамедова на своём самолете-истребителе Як-9 совершила более 500 боевых вылетов и провела более 40 воздушных боев. Окончание войны Зулейха встретила в Бухаресте уже в должности заместителя командира 586-го женского истребительного авиаполка.

### Послевоенные годы
После войны, демобилизовавшись из армии, вернулась в Баку, где работала сначала инструктором Бакинского городского комитета партии. В сентябре 1946 года была избрана секретарем ЦК ЛКСМ Азербайджана и работала в этой должности до 1951 года. Была избрана депутатом Верховного Совета Азербайджанской ССР в 1947 году. С 1951 года до 1974 года — министр социального обеспечения Азербайджанской ССР. Работала также на должности заместителя председателя президиума Азербайджанского общества дружбы и культурных связей с зарубежными странами.
За выдающиеся достижения в труде и особо плодотворную общественную деятельность Указом Президиума Верховного Совета СССР Зулейха Мир-Габиб гызы Сеидмамедова была награждена орденом Ленина.

## Награды
Награждена Зулейха Сеидмамедова семью орденами и несколькими медалями:
- Орден Ленина
- Два ордена Трудового Красного Знамени
- Два ордена «Знака Почёта»
- Орден Красной Звезды
- Орден Отечественной войны 2-й степени

## Память
- Фильм «Зулейха» (кинотрилогия «Небесные братья» Назима Рза Исрафилоглу)
- Фильм Göylər sonsuz bir dənizdir. İkinci film. Züleyxa (film, 1995)[азерб.]